# Mariscal Cáceres (província)
Mariscal Cáceres é uma província do Peru localizada na região de San Martín. Sua capital é a cidade de Juanjuí.

## Distritos da província
- Campanilla
- Huicungo
- Juanjuí
- Pachiza
- Pajarillo